# مفوض اللغات الرسمية
مفوض اللغات الرسمية (بالإنجليزية: Commissioner of Official Languages) هو الرئيس الرسمي للمكتب المسؤول عن التعامل مع المسائل المتعلقة بسياسة الدولة تجاه لغاتها الرسمية. وينتشر هذا المنصب بشكل أكبر في دول الكومنولث.

## مفوض اللغات الرسمية مرتبًا حسب البلد
- مفوض اللغات الرسمية (كندا)
- مفوض اللغات الرسمية (سريلانكا)
- مفوض اللغات (أيرلندا)
- لجنة اللغات الرسمية (بوتان)